# Reptiliomorpha
- 1er rang (groupe-tronc) : Archeria crassidica; Seymouria sanjuanensis.
- 2er rang (Synapsida) : Dinogorgon rubidgei; Éléphant de forêt d'Afrique.
- 3er rang (Sauropsida) : Francolin gris; Lézard des murailles.

Clade
Clades de rang inférieur
- † Silvanerpeton ?
- † Eldeceeon ?
- † Casineria ?
- † Solenodonsaurus ?
- † Chroniosuchia ?
- † Embolomeri ?
- † Gephyrostegidae ?
- † Seymouriamorpha ?
- † Lepospondyli ?
- † Diadectomorpha
- Amniota (groupe-couronne)
  - Synapsida
    - † Caseasauria
    - Eupelycosauria
      - Mammalia

  - Sauropsida
    - † Parareptilia
    - Eureptilia

Synonymes
- Anthracosauria
- Pan-Amniota Rowe, 2004[1]

Reptiliomorpha (PhyloCode Pan-Amniota,) est un clade de tétrapodes qui inclut les amniotes et tous les représentants plus proches de ces derniers que les amphibiens modernes. Il est défini par Michel Laurin en 2001 comme « le plus grand clade qui comprend Homo sapiens mais pas Ascaphus truei »,. Laurin et Smithson (2020) définissent Pan-Amniota en conformité avec le PhyloCode comme « le plus grand clade total contenant Homo sapiens, mais pas Pipa pipa, Caecilia tentaculata et Siren lacertina »,.
La variante informelle du nom, « reptiliomorphes », est aussi parfois utilisée pour désigner les amniotes souches, c'est-à-dire une catégorie de tétrapodes ressemblant à des reptiles qui sont plus étroitement liés aux amniotes qu'aux lissamphibiens, mais ne sont pas eux-mêmes des amniotes ; le nom est utilisé dans ce sens, par exemple par Ruta, Coates et Quicke (2003). Un autre nom, « Anthracosauria », est aussi couramment utilisé pour le groupe, parce que les embolomères (Embolomeri), le groupe original des anthracosaures (dont le genre Anthracosaurus russelli, l'espèce-type du genre-type du taxon Anthracosauria) sont des reptiliomorphes selon plusieurs phylogénies, telle que celle utilisée par Benton.
Comme la position phylogénétique exacte des lissamphibiens au sein du tétrapodes reste incertaine, le contenu du taxon Reptiliomorpha est également incertain. Les deux hypothèses majeures concernant l'origine des lissamphibiens sont qu'ils sont soit des descendants de temnospondyles dissophoridiens, soit des lépospondyles microsauriens. Si la première hypothèse est vraie, alors le taxon Reptiliomorpha inclut tous les groupes de tétrapodes qui sont plus proches des amniotes que des temnospondyles. Ceux-ci inclurait les diadectomorphes, les seymouriamorphes, la plupart ou tous les lépospondyles, les gephyrostegidés, et éventuellement les embolomères ainsi que les chroniosuchiens. De plus, plusieurs genres d'« anthracosaures » de position taxonomique incertaine seraient aussi probablement qualifiés de reptiliomorphes, y compris Solenodonsaurus (en), Eldeceeon, Silvanerpeton (en) ou encore Casineria. Cependant, si les lissamphibiens sont originaires des lépospondyles, alors le taxon Reptiliomorpha fait référence à des groupes plus proches des amniotes que ces derniers. Peu de groupes non-amniotes comptent comme reptiliomorphes selon cette définition, bien que les diadectomorphes soient parmi ceux qui se qualifient,,.

## Modifications des définitions
Le nom Reptiliomorpha a été inventé par le professeur Gunnar Säve-Söderbergh en 1934 pour désigner les amniotes et divers types de tétrapodes du Paléozoïque supérieur qui étaient plus étroitement liés aux amniotes qu'aux amphibiens actuels. À son avis, les tétrapodes avaient évolué à partir de deux lignées de sarcoptérygiens, avec un groupe composé des ancêtres des salamandres et l'autre, que Säve-Söderbergh appelait Eutetrapoda, composé d'anoures (grenouilles), d'amniotes et de leurs ancêtres, alors que l'origine des cécilies était incertaine. Les Eutetrapoda de Säve-Söderbergh se composaient de deux groupes-frères : Batrachomorpha, contenant des anoures et leurs ancêtres, et Reptiliomorpha, contenant des anthracosaures et des amniotes. Säve-Söderbergh a ensuite ajouté le taxon Seymouriamorpha à Reptiliomorpha.
T. S. Westoll, et à sa suite, Alfred Sherwood Romer, a rejeté la théorie de Säve-Söderbergh que le taxon Amphibia serait polyphylétique et a utilisé le nom Anthracosauria pour décrire la lignée des « labyrinthodontes » à partir de laquelle les amniotes ont évolué. En 1970, le paléontologue allemand Alec Panchen a choisi le nom de Säve-Söderbergh pour ce groupe comme prioritaire, mais la terminologie de Romer est toujours utilisée, par exemple par Carroll (1988 et 2002) et par Hildebrand & Goslow (2001),,. Certains auteurs préférant la nomenclature phylogénétique ont utilisé le taxon Anthracosauria, mais sous le PhyloCode, le nom correct de ce taxon est Pan-Amniota.
En 1956, Friedrich von Huene a inclus à la fois des tétrapodes anamniotiques et des reptiles anapsides dans les Reptiliomorpha. Cela comprenait les ordres suivants : Anthracosauria, Seymouriamorpha, Microsauria, Diadectomorpha, Procolophonia, Pareiasauria, Captorhinida et Testudines.
Michael Benton (2000, 2004) en a fait le groupe frère de Lepospondyli, contenant des « anthracosaures » (au sens strict, c'est-à-dire des embolomères), des seymouriamorphes, des diadectomorphes et les amniotes. Par la suite, Benton a inclus des lépospondyles chez les Reptiliomorpha.
Plusieurs études phylogénétiques indiquent que les amniotes et les diadectomorphes partagent un ancêtre commun plus récent avec les lépospondyles qu'avec les seymouriamorphes, Gephyrostegus et les embolomères,,,,,,. Les lépospondyles sont l'un des groupes de tétrapodes suggérés comme étant les ancêtres des amphibiens vivants; en tant que tel, leur relation étroite potentielle avec les amniotes a des implications importantes pour le contenu de Reptiliomorpha. En supposant que les lissamphibiens ne descendent pas des lépospondyles mais d'un groupe différent de tétrapodes, par exemple les temnospondyles,,, cela signifierait que Lepospondyli appartenait au taxon Reptiliomorpha, car cela les rendrait plus proches des amniotes que des lissamphibiens. D'autre part, si les lissamphibiens descendent des lépospondyles,,, alors non seulement les Lepospondyli devraient être exclus de Reptiliomorpha, mais les seymouriamorphes, Gephyrostegus et les embolomères devraient également être exclus de ce groupe, car cela les rendrait plus éloignés des amniotes que ne le sont les amphibiens vivants. Dans ce cas, le clade Reptiliomorpha ne contiendrait, outre Amniota, que des diadectomorphes et peut-être aussi le genre Solenodonsaurus.

## Caractéristiques
Les caractéristiques du groupe dépendent de la phylogénie de référence. Cette section fournit des caractères selon les phylogénies classiques,; la liste serait très différente sous l'alternative principale,. Les géphyrostégidés, les seymouriamorphes et les diadectomorphes étaient des tétrapodes adapté à la vie terrestre, ressemblant à des reptiles, tandis que les embolomères étaient des tétrapodes semi-aquatiques au corps long et aux membres courts. Leur anatomie se situe entre celle des labyrinthodontes principalement aquatiques du Dévonien et celle des premiers reptiles. Le paléontologue de l'Université de Bristol, le professeur Michael J. Benton, donne les caractéristiques suivantes pour les Reptiliomorpha (dans lesquelles il inclut les embolomères, les seymouriamorphes et les diadectomorphes) : 
- Prémaxillaires étroits (moins de la moitié de la largeur du crâne).
- Vomer effilé vers l'avant.
- Formules phalangiennes (nombre d'articulations dans chaque orteil) du pied 2.3.4.5.4–5.

### Morphologie crânienne

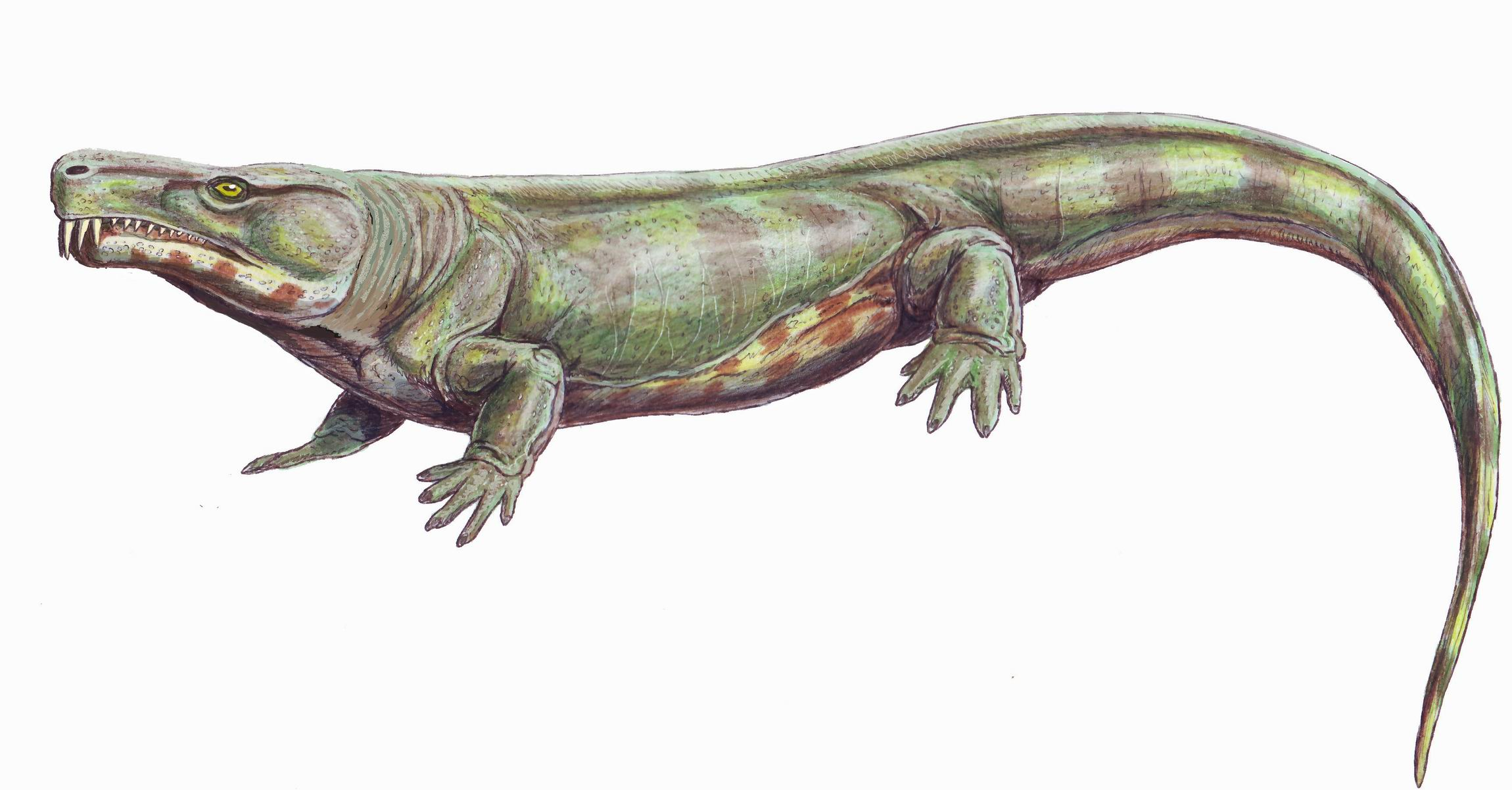
Limnoscelis, un diadectomorphe carnivore.

Les groupes traditionnellement attribués aux Reptiliomorpha, c'est-à-dire les embolomères, les seymouriamorphes et les diadectomorphes, différaient de leurs contemporains, les temnospondyles (qui n'appartiennent pas à ces derniers), en se distingeant par crâne plus profond et plus haut, mais conservaient la kinésie primitive (attachement lâche) entre le toit du crâne et la joue (à l'exception de certains taxons spécialisés, comme Seymouria, dont la joue était solidement attachée au toit du crâne). Le crâne plus profond permettait des yeux placés latéralement, contrairement aux yeux placés dorsalement que l'on trouve couramment chez les amphibiens. Les crânes du groupe se trouvent généralement avec de fines rainures rayonnantes. L'os carré à l'arrière du crâne comportait une profonde échancrure otique, probablement un spiracle plutôt qu'un tympan, car le stapes des embolomères était massif. Par contre, les seymouriamorphes, dont le stapes est gracile, possédaient peut-être un tympan.

### Squelette post-crânien

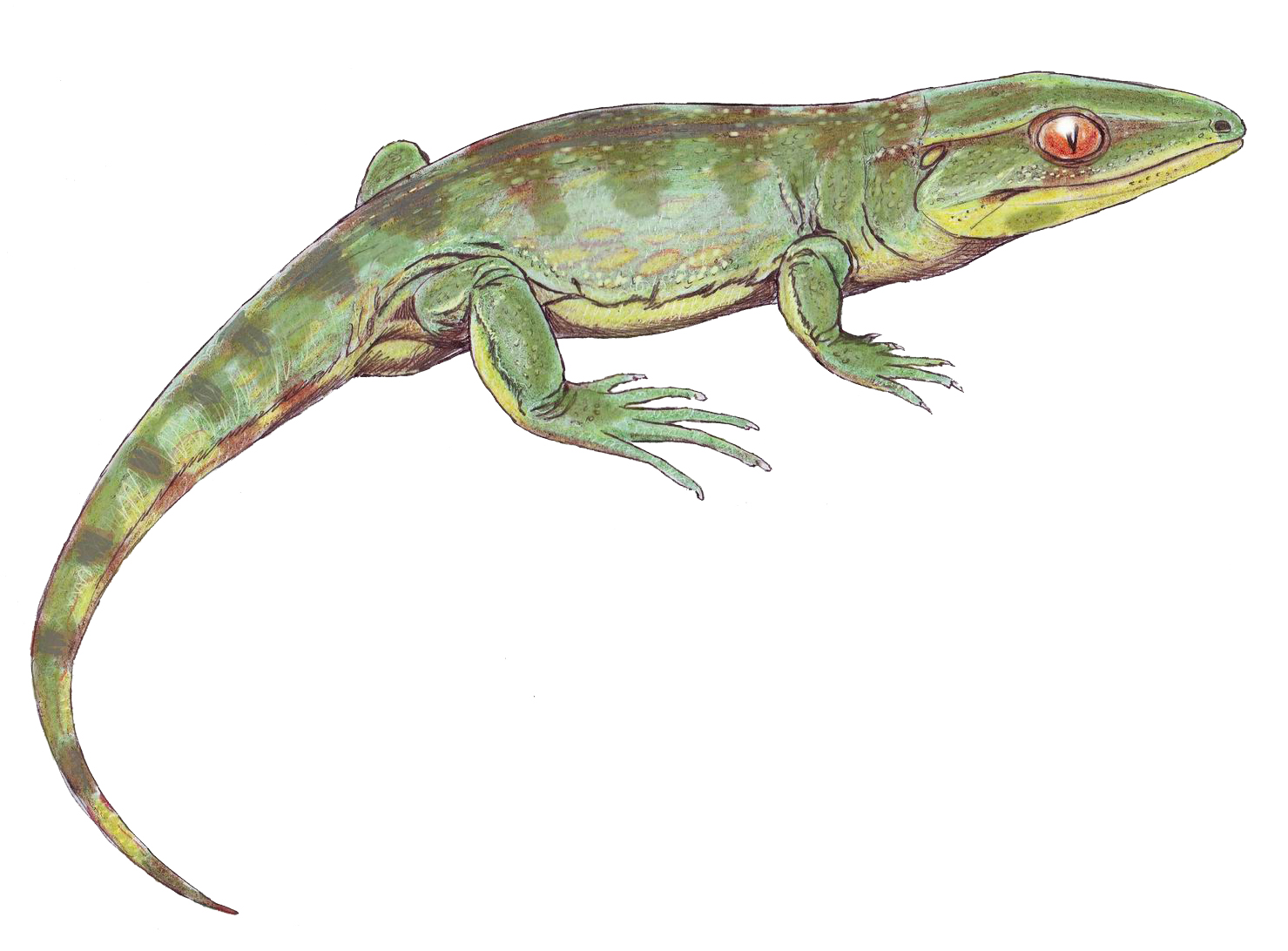
Gephyrostegus, un des plus vieux tétrapode adapté à la vie terrestre.

Les vertèbres présentaient la construction multi-éléments typique observée chez les « labyrinthodontes ». Selon Benton, dans les vertèbres de « anthracosaures » (c-à-d les embolomères), l'ntercentrum et le pleurocentrum peuvent être de taille égale, tandis que dans les vertèbres des seymouriamorphes, le pleurocentrum est l'élément dominant et l'intercentrum est réduite à un petit coin. L'intercentrum se réduit davantage dans les vertèbres des amniotes, les lépospondyles et Eocaecilia, où il devient une plaque mince ou disparaît complètement. Contrairement à la plupart des « labyrinthodontes », le corps était modérément profond plutôt que plat, et les membres étaient bien développés et ossifiés, indiquant un mode de vie principalement terrestre, sauf dans les groupes secondaires aquatiques. Chaque membre contenait 5 doigts, le modèle observé chez leurs descendants amniotes. Ils manquaient cependant la cheville du type reptilien qui aurait permis l'utilisation des pieds comme leviers de propulsion plutôt que comme crampons.

### Physiologie

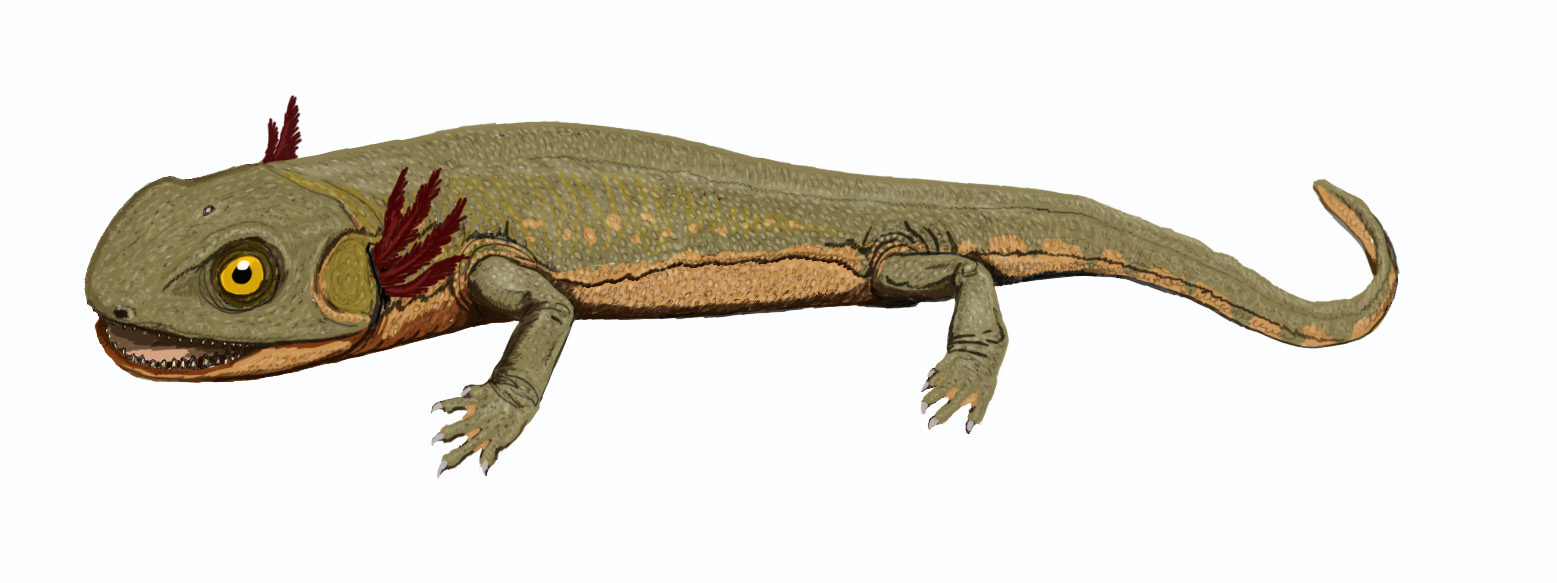
Discosauriscus, un seymouriamorphe néoténique.

La construction générale était lourde sous toutes ses formes, bien que par ailleurs très similaire à celle des premiers reptiles. La peau des amniotes est revêtue d'une couche cornée épidermique étanche à l'eau, qui a donc pu être présente chez certains autres reptiliomorphes, bien qu'aucune trace de griffes cornées ne subsiste dans ce groupe, hors des amniotes,. Chez les chroniosuchiens et certains seymouriamorphes, comme Discosauriscus, des écailles dermiques se trouvent dans des spécimens post-métamorphiques, indiquant qu'elles peuvent avoir eu une apparence "noueuse", sinon écailleuse.
Les seymouriamorphes se reproduisait à la manière des amphibiens actuels, en pondant des œufs aquatiques qui donnaient naissance à des larves aquatiques disposant de branchies externes; bien qu'on ne sache pas comment les autres tétrapodes traditionnellement attribués à Reptiliomorpha se reproduisaient.

## Histoire évolutive

### Premiers reptiliomorphes

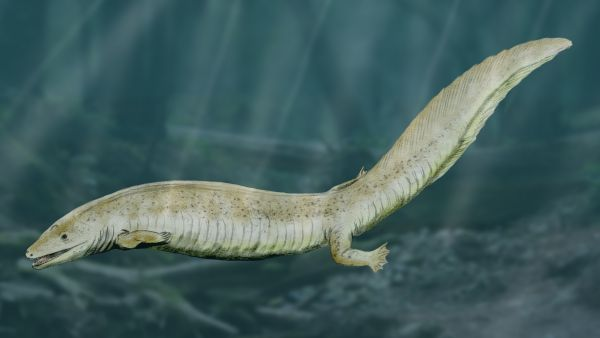
Eogyrinus, un embolomère.

Le début de l'histoire des reptiliomorphes est mal connue, en partie parce qu'elle dépend de la phylogénie, qui est très discutée. Vers le début du Carbonifère, certains tétrapodes ont commencé à évoluer vers une forme reptilienne. Certains de ces derniers (par exemple Archeria ou Eogyrinus) étaient des formes aquatiques allongées ressemblant à des anguilles avec des membres diminutifs, tandis que d'autres (par exemple Seymouria, Solenodonsaurus, Diadectes ou encore Limnoscelis) ressemblaient tellement à des reptiles que, jusqu'à tout récemment, ils étaient considérés comme des amniotes, et il est probable que pour un observateur moderne, ils auraient semblé être des lézards de taille grande à moyenne et lourds. Plusieurs groupes sont cependant restés aquatiques ou semi-aquatiques. Certains des chroniosuchiens montrent la constitution et probablement les habitudes des crocodiles modernes et étaient probablement aussi similaires aux crocodiliens en ce qu'ils étaient des prédateurs riverains, alors que d'autres chroniosuchiens possédaient des corps allongés ressemblant à des tritons ou des anguilles. Les deux groupes les plus adaptés sur le plan terrestre étaient les seymouriamorphes, insectivores ou carnivores de taille moyenne, ainsi que les diadectomorphes, principalement herbivores, avec de nombreuses formes de grande taille. Ce dernier groupe a, dans la plupart des analyses, les plus proches parents des amniotes. Cependant, tous ces taxons sont trop récents pour montrer les stades précoces de l'évolution des reptilomorphes, puisque le plus ancien amniote, Hylonomus, date du Bashkirien (Carbonifère supérieur), et que la divergence entre synapsides et sauropsides doit être encore un peu plus ancienne (environ 330 Ma). De plus, le scénario discuté ci-dessus n'est pertinent que sous les phylogénies classiques,. L'autre topologie,, suggère que les seuls reptiliomorphes connus soient les diadectomorphes et peut-être, Solenodonsaurus; dans ce cas, l'histoire évolutive précoce du groupe est encore plus mal connue.

### Des œufs aquatiques aux œufs terrestres

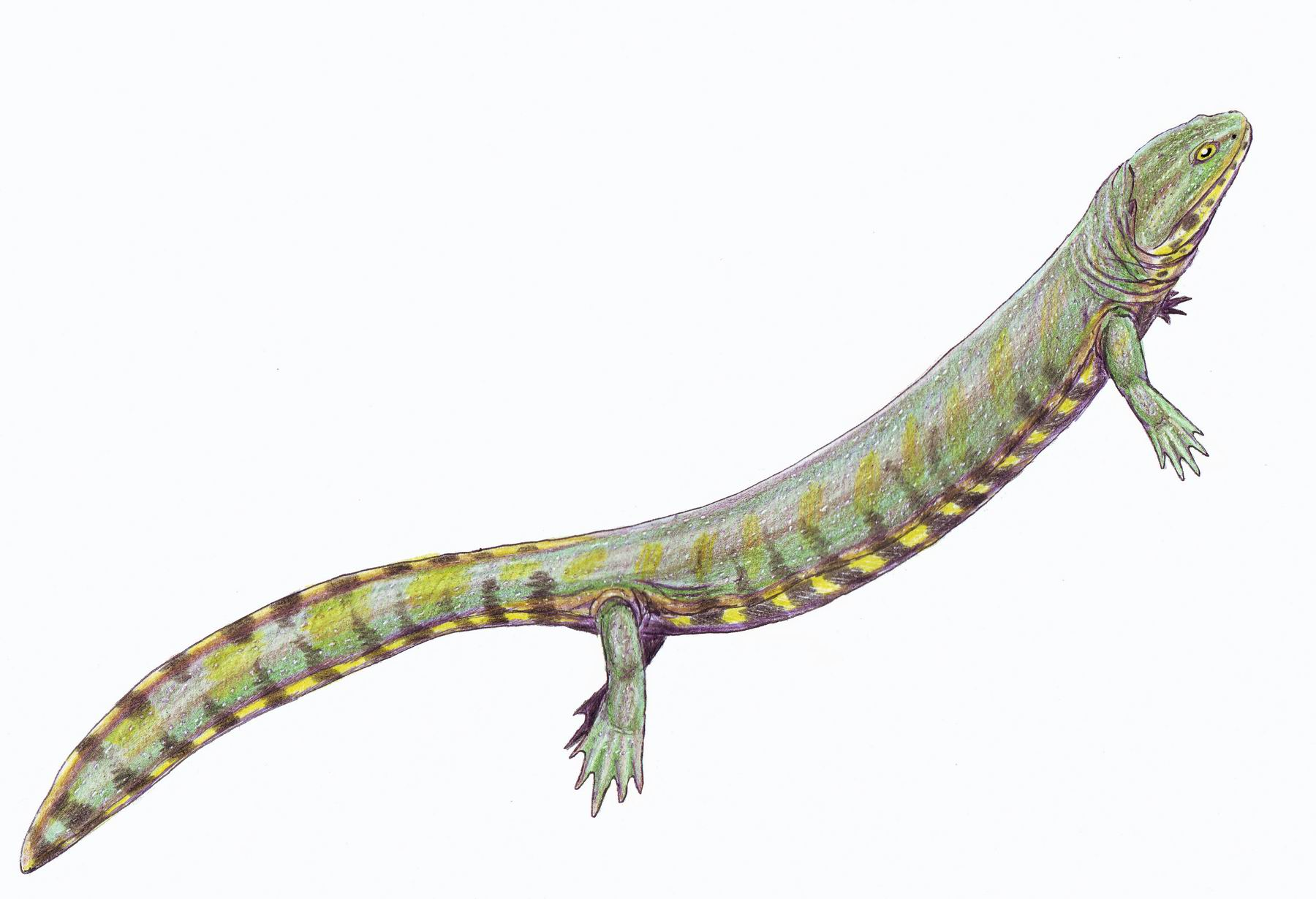
Kotlassia, un seymouriamorphe aquatique.

Selon un point de vue ancien mais mal étayé, le mode de vie terrestre combiné à la nécessité de retourner à l'eau pour pondre des œufs dont sortiraient des larves a conduit à une tendance à abandonner le stade larvaire et les œufs aquatiques,. Une raison possible pourrait avoir été la compétition pour les étangs de reproduction, l'exploitation d'environnements plus secs avec un accès moindre à l'eau libre, ou pour éviter la prédation des têtards par les nombreux prédateurs aquatiques, un problème qui afflige toujours les amphibiens actuels. Cependant, cette hypothèse implique une diminution de la taille corporelle des reptiliomorphes à ponte terrestre, avant l'apparition de l'œuf amniotique, puis une augmentation de la taille corporelle, après l'apparition de cet œuf. Or, les tendances évolutives sur la taille corporelle des reptiliomorphes ne sont pas congruentes avec ce scénario,. D'autres auteurs envisagent que les ancêtres des amniotes aient pondu un œuf sur terre bien avant que l'adulte devienne terrestre. Le milieu de ponte a pu passer directement du milieu marin au milieu terrestre, sans passer par l'eau douce, ce qui aurait été facilité par une pression osmotique similaire des deux milieux (si l'œuf est enterré suffisamment profondément). Quelle qu'en soit la raison, les ancêtres des amniotes ont acquis une fécondation interne et un développement direct (achèvement du développement dans l'œuf). Un parallèle frappant peut être vu chez des grenouilles de la famille des Leptodactylidae, qui ont un système reproducteur très diversifié, comprenant des nids de mousse, des têtards terrestres non nourrissants et un développement direct. Les diadectomorphes, d'assez grande taille et très proches parents des amniotes, pondaient peut-être des œufs amniotiques.
La vie pleinement terrestre a donc été réalisée avec le développement de l'œuf amniote, où un certain nombre de sacs membraneux protègent l'embryon et facilitent les échanges gazeux entre l'œuf et l'atmosphère. Le premier à évoluer était probablement l'allantoïde, un sac qui se développe à partir de l'intestin ou du sac vitellin. Ce sac contient les déchets azotés de l'embryon (urée) pendant le développement, l'empêchant d'empoisonner ce dernier. Un très petit allantoïde se trouve chez les amphibiens modernes. Plus tard vinrent l'amnios entourant le fœtus proprement dit, et le chorion, englobant l'amnios, l'allantoïde et le sac vitellin.

### Origines des amniotes

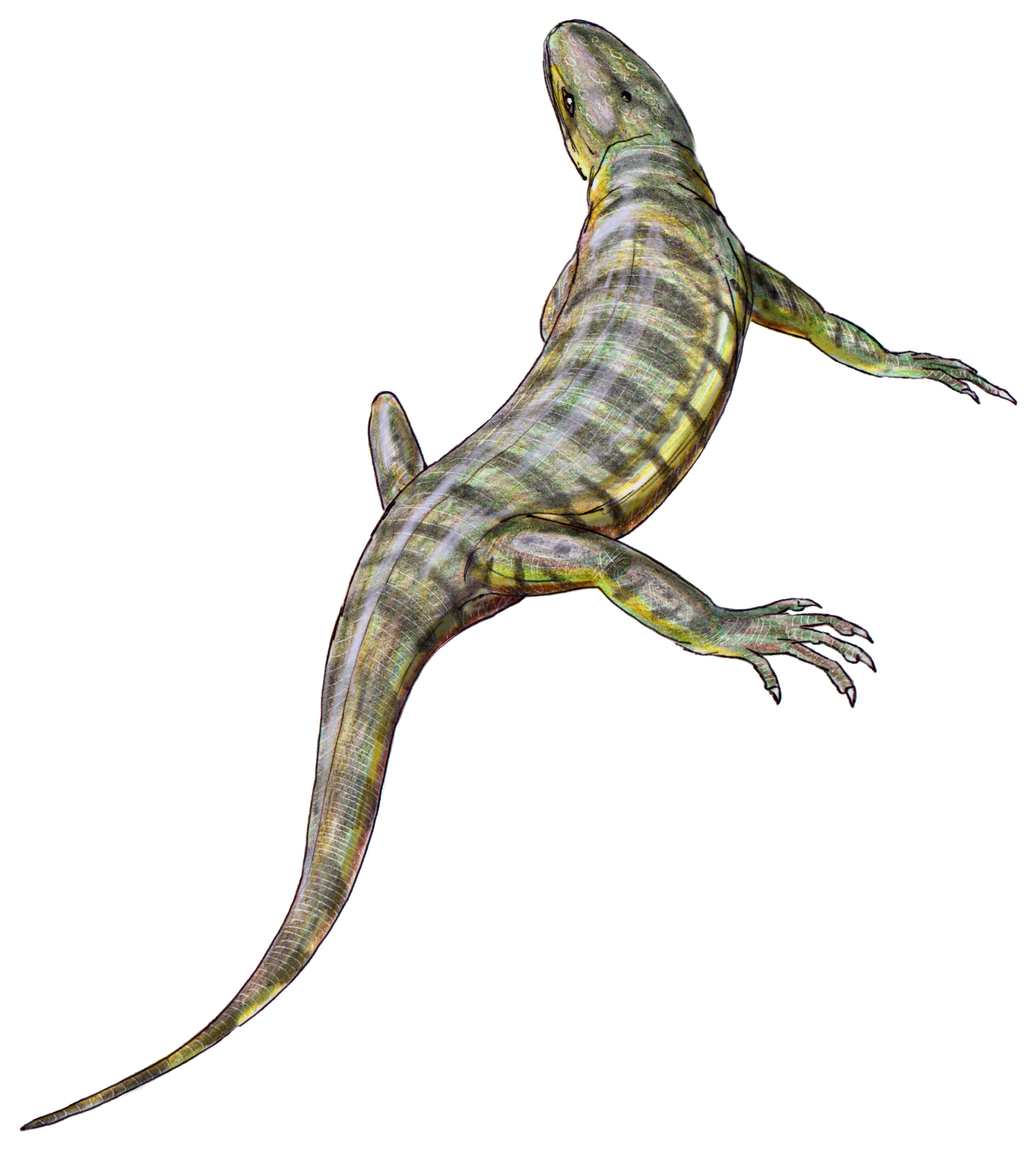
Casineria, un petit tétrapode ressemblant à un reptile, suggéré d'être un des plus vieux amniotes connus.

L'identité du premier reptiliomorphe ayant pondu un œuf amniotique ne sera probablement jamais connue, car les structures de reproduction impliquées se fossilisent mal. Certains taxons de petites taille ont été suggérés comme des précurseurs d'amniotes, à savoir les genres Solenodonsaurus (en), Casineria et Westlothiana, mais ces hypothèses ont été contestées, notamment parce que les affinités de ces taxons sont incertaines,,. Transitoirement, certains reptiliomorphes près des amniotes auraient pondu des œufs avec un rapport volume/surface suffisamment petit pour pouvoir se développer sur terre sans que l'amnios et le chorion n'effectuent activement les échanges gazeux, ouvrant la voie à l'évolution de véritables œufs amniotiques. Bien que les premiers vrais amniotes soient probablement apparus dès le Mississippien, des lignées reptiliomorphes anamniotiques ont pu coexister avec ces derniers pendant plusieurs millions d'années, particulièrement selon les phylogénies classiques. Au Permien moyen, les formes terrestres anamniotiques s'étaient éteintes, mais plusieurs groupes aquatiques anamniotiques ont continué d'exister jusqu'à la fin du Permien et, dans le cas des chroniosuchiens, ont survécu à l'extinction du Permien, pour disparaître vers la fin du Trias. Les amniotes comprennent deux grands groupes majeurs : les sauropsides  (incluant les « reptiles » et les oiseaux) ainsi que les synapsides (incluant les mammifères et leurs parents éteints), qui seront d'ailleurs les premiers amniotes à se diversifier.